# كنوت هولست
كنوت هولست (بالنرويجية البوكمول: Knut Holst)‏ هو متزحلق نوردي مزدوج نرويجي، ولد في 3 ديسمبر 1884 في Hokksund ‏ في النرويج، وتوفي في 4 فبراير 1977 في أوفرئ إيكر في النرويج.